# Szpilowłoska sawannowa
Szpilowłoska sawannowa (Acanthoscurria chacoana) – gatunek pająka z rodziny ptasznikowatych, zamieszkującego Amerykę Południową.  

## Taksonomia
Gatunek ten opisał po raz pierwszy Juan Brèthes w 1909 roku i umieścił w rodzaju Acanthoscurria.

## Występowanie i środowisko
A. chacoana zamieszkuje Brazylię, Boliwię, Paragwaj i Argentynę. Żyje w gęstych tropikalnych lasach.

## Morfologia
Samice dorastają do 9 cm długości ciała, samce są nieco mniejsze.
Dorosłe ptaszniki są całe czarne, karapaks mają jasno obrzeżony, a opistosomę owłosioną czerwonymi włoskami. Na odnóżach są białe poziome pasy. Młode są różowe z ciemną plamką na opistosomie, która w miarę wzrostu pająka zanika.

## Długość życia
Samice dożywają około 15 lat, samce ok. 3-4 lat.

## Zachowanie i jad
Ptasznik ten prowadzi głównie nocny tryb życia. Nie jest to gatunek agresywny, w obronie wyczesuje włoski parzące. Niektóre osobniki bywają jednak bardziej agresywne. Jad gatunku nie zagraża poważnie człowiekowi, z wyjątkiem osób uczulonych na niego.

## Hodowla
Gatunek ten jest polecany średnio zaawansowanym hodowcom.

### Terrarium i pojemniki
Młodego ptasznika można trzymać w kliszówce bądź pojemniku na mocz. Dorosły wymaga terrarium o wymiarach 20x30x20 cm (dł./szer./wys.). Jako podłoże używa się włókno kokosowe lub torf, warstwa podłoża powinna mieć grubość ok. 5 cm. W terrarium warto umieścić miseczkę z wodą, a także skorupę orzecha kokosowego lub kawałek kory, by pająk miał kryjówkę.

### Warunki
Ptasznik ten powinien być hodowany w temperaturze między 26°C–29°C i wilgotności na poziomie wysokim (ok. 75%). Wilgotność można utrzymywać poprzez regularne nawadnianie pojemnika bądź terrarium.

### Karmienie
Dorosły pająk powinien być karmiony dwa-trzy razy w tygodniu owadami (np. świerszczami, pasikonikami, karaczanami i szarańczą). Młodego pająka można karmić larwami mącznika i larwami much.